# Orthocindela
Orthocindela es un género de coleópteros adéfagos de la familia Carabidae.

## Especies
Contiene las siguientes especies:
- Orthocindela angustecincta Rivalier, 1972
- Orthocindela heterida (Brouerius van Nidek, 1960)